# Silba adipata
Silba adipata är en tvåvingeart som beskrevs av Mcalpine 1956. Silba adipata ingår i släktet Silba och familjen stjärtflugor. Inga underarter finns listade i Catalogue of Life.